# Slaget vid Kap Matapan
Slaget vid Kap Matapan (grekiska: Ναυμαχία του Ταίναρου) eller slaget vid Gaudo, var ett nattligt sjöslag under andra världskriget. Gaudo är en ö som ligger strax västsydväst om Kreta. De två stridande parterna var Italien och Storbritannien. Slaget var ett typexempel på Storbritanniens överlägsenhet på grund av tillgången till radar. Sammandrabbningen skedde på natten vilket gjorde att den brittiska flottan använde sig av sin radar för att lokalisera fienden medan den italienska flottan fick förlita sig på gammaldags spanare. 
Styrkorna som deltog i slaget:
Italien:
- Slagskepp: Vittorio Veneto
- Kryssare:
  - Abruzzi, Giuseppe Garibaldi (1:a Kryssardivisionen)
  - Pola, Zara, Fiume (3:e Kryssardivisionen)
  - Trento, Bolzano, Trieste (8:e Kryssardivisionen)
- 17 jagare

De italienska fartygen var understödda av Luftwaffe.
Storbritannien:
- Hangarfartyg: Formidable
- Slagskepp: Warspite, Valiant, Barham
- Kryssare: Orion, Ajax, Perth, Gloucester (7:e Kryssardivisionen)